# Beuda

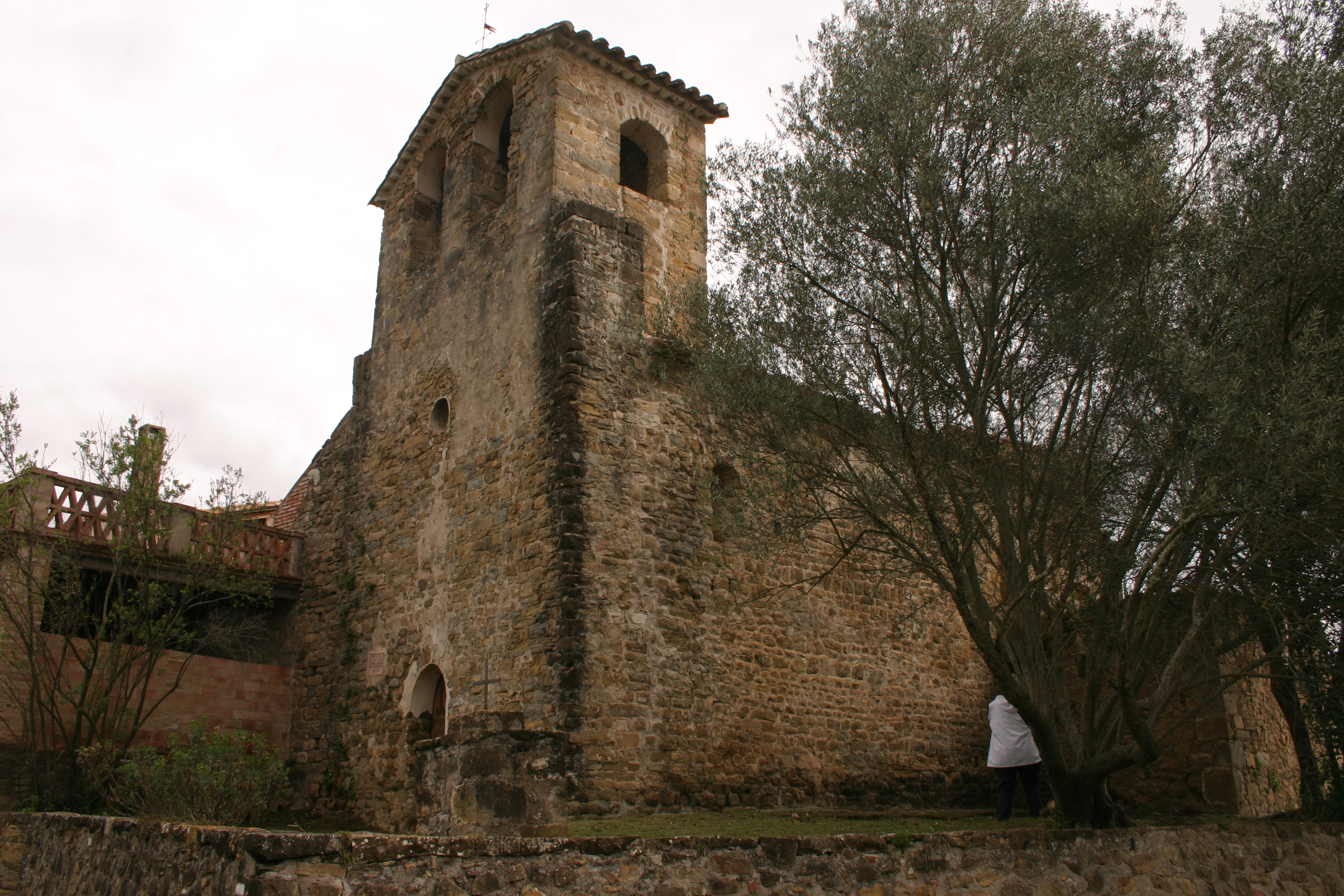
Die romanische Kirche Santa Maria de Palerà im Ortsteil Palerà

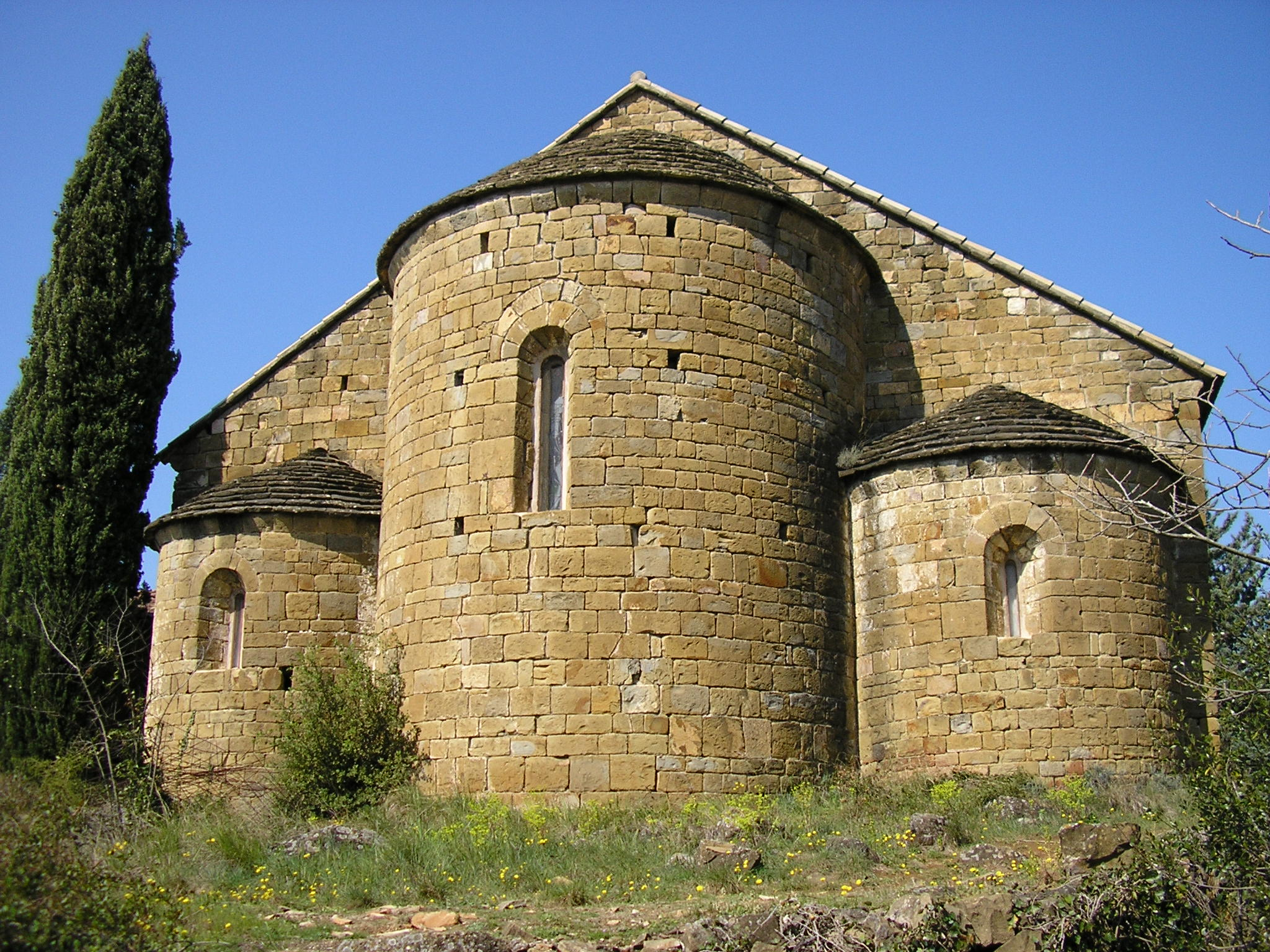
Die ehemalige romanische Abteikirche Sant Sepulcre de Palera im Ortsteil Palerà

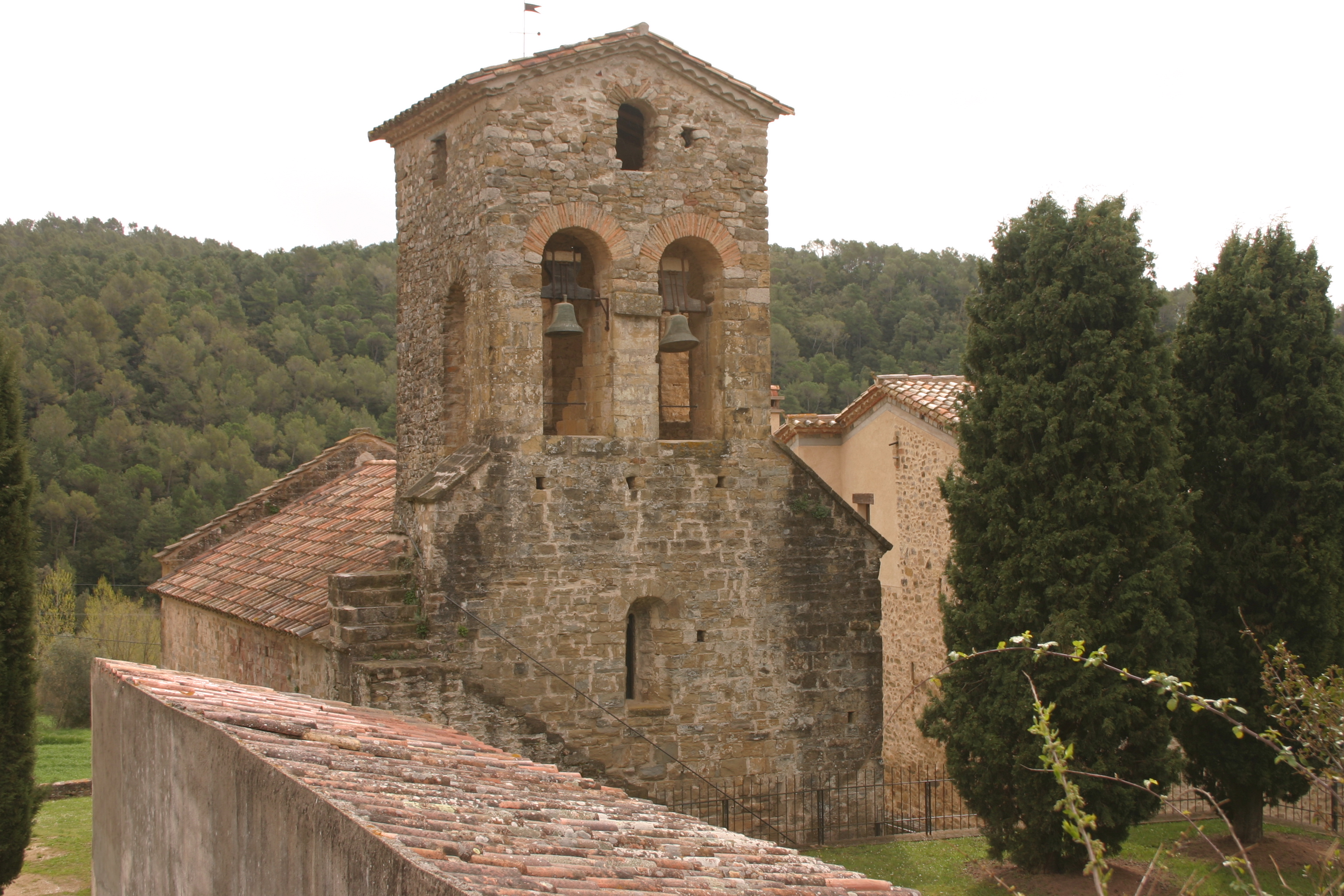
Die romanische Kirche Sant Pere de Lligordà im Ortsteil Lligordà

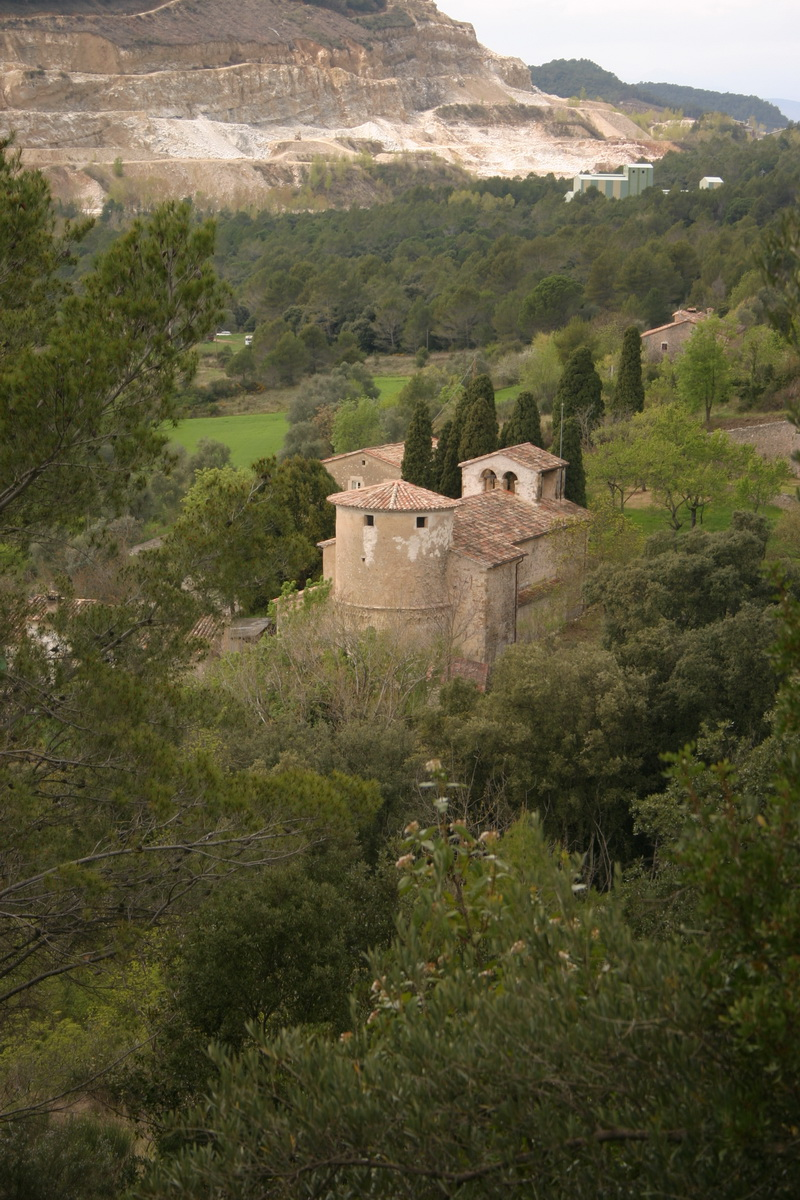
Die romanische Kirche Santa Maria de Segueró im Ortsteil Segueró mit den Alabaster- und Granitsteinbrüchen im Bildhintergrund

Beuda ist eine kleine Gemeinde in der Comarca Garrotxa im Norden der Stadt Besalú in der katalanischen Provinz Girona, Spanien. Das Gemeindegebiet erstreckt sich vom Hang des Mont-Massivs im Norden bis zum Tal des Fluvià im Süden. Die Gemeinde hat 204 Einwohner (Stand: 2024) und erstreckt sich auf einem Gebiet von 36 Quadratkilometern.

## Geografie
Das Gemeindegebiet ist bergig und wird von Nord nach Süd von mehreren Bächen (riera del Clot de l’Espinau, riera dels Molins, torrent del Salt de Palera und andere) durchschnitten. Die Gemeinde ist ländlich geprägt. Sie besteht aus dem Hauptort Beuda und den angegliederten Weilern Palera, Lligordà und Segueró. Neben dem riera de Capellada (Bach von Capellada) läuft die Straße nach Besalú, wo über die N-260 eine Anbindung nach Olot oder Figueres besteht.

## Geschichte
Der Ort Beuda wurde erstmals 922 und 1004 (jeweils wegen am Bezirksgericht von Besalú anhängigen Klagen) erwähnt. Bei der ersten dieser Klagen forderte Bischof Ot von Girona vom Grafen Bernat Tallaferro das Eigentum an der Pfarrei Sant Feliu im Ort Beutte. Der Ort wurde im Laufe des folgenden Jahrhunderts häufig in Nachlässen erwähnt, die von den Grafen und Herren der Burg von Beuda, im Kloster Sant Pere und im Chorherrenstift Santa Maria in Besalú hinterlassen wurden.

## Wirtschaft
Die Gemeinde ist traditionell dünn besiedelt. Im 19. und im 20. Jahrhundert war ein starker Einwohnerschwund zu verzeichnen, da viele junge Leute in die stärker industrialisierten Orte Besalú, Banyoles und Olot abwanderten. In den 1980er und 1990er Jahren gab es eine gewisse Stabilisierung bei einem Einwohnerstand um die 130, 2005 147 und 2020 186 Personen. Die Gemeinde mit ihren großen Waldgebieten lebte früher vom Holzeinschlag, der Landwirtschaft und den bekannten, dort ansässigen Alabaster- und Granitsteinbrüchen. Der Alabaster wurde bereits im Mittelalter abgebaut. Viele Altarbilder und Denkmäler im ganzen Land sowie die Königsgräber des Zisterzienserabtei Poblet wurden aus diesem Alabaster gefertigt. Der Bildhauer Frederic Marès hatte mit dem Material aus diesen Steinbrüchen zahlreiche Restaurierungen durchgeführt. Die Waldwirtschaft ist mittlerweile zweitrangig geworden. Es wird hauptsächlich Getreide und Viehfutter angebaut. Bei der Viehzucht konzentriert man sich auf die Schaf- und Geflügelzucht. Als industrielle Tätigkeit fällt die Papierherstellung auf, die die Firma La Confianza seit 1880 an diesem Ort betreibt. 1987 wurde an dem als Clot de les Mules bezeichneten Ort eine Abfalldeponie eingerichtet, die seitens der Bevölkerung starken Protest auslöste. Die bemerkenswerten romanischen Kirchen und Baudenkmäler der Gegend haben einen hochwertigen ländlichen Tourismus ermöglicht. In diesem Zusammenhang wurden unter anderem alte Bauernhäuser als Gästehäuser restauriert, zahlreiche Wanderwege installiert und ein großes Wildschweinjagdgebiet etabliert.

## Der Ort selbst
Der alte Kern von Beuda liegt auf einer Höhe von 338 Metern. Er wird baulich von der romanischen Pfarrkirche Sant Feliu de Beuda dominiert. Einige Häuser im Dorf wurden verlassen. Im Süden, in Richtung Besalú wurde ein neues Wohnviertel errichtet. Das Hauptfest von Beuda wird im August zu Ehren des Heiligen Feliu gefeiert. Ein kleineres Fest für den Heiligen Sebastian findet jährlich im Januar statt.
Im Nordwesten der Gemeinde, in der Nähe des Flusses Salt de Palera, findet sich der Weiler Palera. Hier findet sich die romanische Kirche Santa Maria de Palera und die bekannte Abteikirche Sant Sepulcre de Palera. Die Kirche Santa Maria de Palera ist eine kleine romanische Kirche mit einem abgerundeten Kirchenschiff und einer Apsis sowie einem Glockenturm auf der Westseite. Das Bauernhaus Masó in der Nähe dieser Kirche war ursprünglich ein altes Schloss. Der Teilort Palera feiert im Oktober sein Dorffest.
Der aus verstreuten Bauernhäusern bestehende Weiler Lligordà befindet sich im südlichen Teil des Gemeindegebietes an der Straße nach Besalú. Der Ort stammt aus dem 11. und 12. Jahrhundert. In der Mitte befindet sich die romanische Pfarrkirche Sant Pere de Lligordà mit ihrem heutigen Baukörper aus dem 12. Jahrhundert. Der Ort feiert jährlich im Juni sein Fest für Sant Pere.
Der Ortsteil Segueró befindet sich im nordöstlichen Teil der Gemeinde am Fuße der Hänge der Sierra de la Mare de Déu del Mont. Der verstreute Weiler wird baulich von der romanischen Kirche Santa Maria de Segueró dominiert. In der Nähe dieser Kirche befindet sich das Bauernhaus des Noguer de Segueró. Die Genealogie der Familie Noguer ist seit 1203 bekannt und der Familienname ist bis ins 19. Jahrhundert nachweisbar. Das Haus ging mittlerweile zu Olives de Lledó und später in die Olotenser Familie Vayreda über. Das heutige Gebäude stammt aus dem 18. Jahrhundert. Mehrere Räume des Gebäudes sind mit Gemälden und wertvollen Möbeln ausgestattet. Die zum Haus gehörige neoklassizistische Kapelle ist dem Heiligen Theophilus gewidmet. Sie ist teilweise von Joan Carles Panyó ausgestattet. Zusätzlich befinden sich Figuren des Bildhauers Ramon Amadeu in ihr. Auf der Gemarkung von Segueró befindet sich auch das große Bauernhaus Falgars aus dem 13. Jahrhundert wie auch die Kirche Santa Llúcia del Segueró mit der angrenzenden Casa de Santa Llúcia. Teile deren Baukonstruktion sind romanischen Ursprungs. Segueró feiert sein Dorffest jährlich im August.

## Kultur und Sehenswürdigkeiten
- Kirche Sant Feliu. (Romanik, 11. Jahrhundert).
- Monestir del Sant Sepulcre de Palera. (Romanik, 11. Jahrhundert, aus einem alten benediktinischen Abtei mit drei Schiffen, das mittlere mit einem Tonnengewölbe und das seitliche mit Viertelkreisgewölben, Stuhl Glockenturm).
- Kirche Sant Pere de Lligordà. (Romanisch, 12. Jahrhundert).
- Kirche Santa Maria de Palera. (12. Jahrhundert).
- Kirche Santa Llúcia de Beuda.
- Kirche Santa Maria de Segueró. (11. Jahrhundert, in der Kirche befindet sich eine polychrome Alabaster-Schnitzerei der Heiligen Jungfrau aus dem 14. Jahrhundert)
- Der Gipfel Rocabertí in der Garrotxa mit einer Höhe von 438 Metern.